# Live Legacy
Live Legacy è il primo album live del gruppo black metal svedese Dissection, pubblicato il 17 febbraio 2003 da Nuclear Blast.
Contiene sette tracce registrate al Wacken Open Air 1997, di cui cinque tratte da Storm of the Light's Bane e due da The Somberlain.

## Tracce
1. At the Fathomless Depths – 1:56
2. Retribution - Storm of the Light's Bane – 5:09
3. Unhallowed – 6:36
4. Where Dead Angels Lie – 6:26
5. Frozen – 3:37
6. Thorns of Crimson Death – 8:21
7. The Somberlain – 8:01

### Bonus track (DVDbonus)[2]
1. At the Fathomless Depths - 0:24
2. Night's Blood - 7:10
3. Unhallowed - 6:01
4. Son of the Mourning - 3:11
5. Where Dead Angels Lie - 6:03
6. Black Horizons - 7:33
7. Elisabeth Bathori (Tormentor cover) - 4:49
8. Retribution - Storm of the Light's Bane - 5:04
9. The Somberlain - 7:09

## Formazione
- Jon Nödtveidt - voce, chitarra
- Johan Norman - chitarra
- Emil Nödtveidt - basso
- Tobias Kellgren - batteria

### Crediti[3]
- Achim Köhler - mastering
- Necrolord - copertina